# Prémio A.G. Huntsman
o Prémio A.G. Huntsman é uma distinção atribuída anualmente desde 1980, pelo Bedford Institute of Oceanography aos canadianos que se distinguiram  pela sua influência no desenvolvimento do estudo da ciência marinha.
O nome deste prémio é uma homenagem ao oceanógrafo Archibald Gowanlock Huntsman (1883–1973).
O prémio é atribuído a uma das três categorias existentes ("geociência marinha", "física e química oceanográfica" e "biologia marinha"), excepto no primeiro ano em que foram atribuídos prémios nas três categorias.

## Laureados[3]
- 1980 - Dan Peter McKenzie
- 1980 - Henry Melson Stommel
- 1980 - Ramon Margalef
- 1981 - John Tuzo Wilson
- 1982 - Christopher J.R. Garrett
- 1983 - Reuben Lasker
- 1984 - Wolfgang H. Berger
- 1985 - Wallace Smith Broecker
- 1986 - Tom M. Fenchel
- 1987 - Xavier Le Pichon
- 1988 - Carl Wunsch
- 1989 - Lawrence R. Pomeroy
- 1990 - Nicholas J. Shackleton
- 1991 - Gabriel T. Csanady
- 1992 - Trevor Platt
- 1993 - Robert A. Berner
- 1994 - Edward A. Boyle
- 1995 - Victor S. Smetacek
- 1996 - Robert Detrick
- 1997 - Russ E. Davis
- 1998 - Paul Falkowski
- 1999 - Nicholas McCave
- 2000 - William Jenkins
- 2001 - David Karl
- 2002 - Donald W. Forsyth
- 2003 - Lynne Talley
- 2005 - Edouard Bard
- 2005 - Robert F. Anderson
- 2005 - Sallie (Penny) W. Chisholm
- 2005 - Trevor J. McDougall
- 2007 - Thomas Kiørboe
- 2008 - Roger François
- 2009 - James P.M. Syvitski
- 2010 - Curtis A. Suttle
- 2011 - Andrew J. Weaver
- 2012 - Katrina J. Edwards
- 2013 - Scott Doney
- 2014 - Edward DeLong
- 2015 - Philip Boyd